# ア・ポルトゥゲーザ
ア・ポルトゥゲーザ（ポルトガル語: A Portuguesa、ポルトガル語発音: [ɐ puɾtuˈɣezɐ]）とは、ポルトガルの国歌である。日本語の題名として「ポルトガルの歌」、「ポルトガル人よ」、「ポルトガルの道に」とすることもある。ポルトガル在日大使館のWebサイトでは「ポルトゲーザ」と表記している。
1890年にイギリスがポルトガルに対して突きつけた最後通牒に反発する民衆の抗議活動の渦中でアルフレド・ケイルが曲を作り、エンリケ・ロペス・デ・メンドンサが歌詞を書き上げた。1891年1月のポルトで発生した共和主義者の反乱軍は「ア・ポルトゥゲーザ」を行進曲に採用したが、反乱は失敗に終わる。1910年10月5日革命の後、1911年に立憲君主制時代の国歌である「イーノ・ダ・カルタ」に代わる新生ポルトガル共和国の国歌に採用された。
曲のメロディーはフランスの国歌である「ラ・マルセイエーズ」から影響を受けていると指摘されている。
ポルトガル人は学校に通い始めるとすぐに国歌を覚えさせられるが、サッカーなどの国際試合を除いて、歌う機会は多くないと言われている。

## 歴史
1890年1月11日、イギリスはポルトガルにポルトガル領アンゴラとポルトガル領モザンビークの間にまたがる土地（バラ色地図）からの撤退を要求する最後通牒を発行した。ポルトガルの民衆はイギリスからの要求に反発したが、ポルトガル政府はイギリスの要求をやむなく受け入れた。政府の決定はは国王カルロス1世と君主制への不満を高め、ポルトガル内の共和主義運動はより民衆の支持を集めていった。
政府が最後通牒を受理した夜、作曲家のアルフレド・ケイルはテオフィロ・ブラガなどの友人の提案で愛国者の抗議の行進曲である「ア・ポルトゥゲーザ」の曲を作り出す。作詞家のエンリケ・ロペス・デ・メンドンサはケイルの要望を受け入れ、ポルトガルの民衆が感じていた怒りに触発されて曲に合った歌詞を書き上げた。数日間の共同作業の末に完成した曲は「ア・ポルトゥゲーザ」と命名される。自費で出版された12,000冊の楽譜はすぐに完売し、楽曲の人気は国境を越えて広まり、歌詞は他の言語に翻訳された。
1890年3月29日にリスボンのサン・カルロス国立劇場で開催された大祖国音楽会でア・ポルトゥゲーザ」が演奏され、その後リスボンの他の劇場でも曲が演奏される。文化的な作品としての枠を超えて「ア・ポルトゥゲーザ」は営利的にも利用され、イワシの缶詰やクッキーなどいくつかの食料品にこの曲に由来する名前が付けられた。
「ア・ポルトゥゲーザ」は元々ブラガンサ王朝に捧げる曲として作られたが、やがて政治的な武器として認識されるようになり、共和党の賛美歌となった。1891年1月31日にポルトガル北部の都市ポルトで反乱を起こした共和主義者は「ア・ポルトゥゲーザ」を軍の行進曲に採用するが、反乱は鎮圧され、「ア・ポルトゥゲーザ」の演奏は禁止された。ポルトガルの歴史を語りながらも歴代国王の名前が一切現れず、闘争心を煽る歌詞のため、共和主義者はこの歌を好んだと言われている。反イギリス的な歌詞のために政府は「ア・ポルトゥゲーザ」の演奏を禁じたこともあったが、かえって民衆からの愛着は強まり、公的な場の外で歌われ続けられた。
1910年10月5日革命の1年後に開催された第一回目の制憲議会で「ア・ポルトゥゲーザ」を正式な国歌として採用することが決定された。当時イギリスとの諍いは風化しており、歌詞の最後の部分の反イギリス的なフレーズ「英国人に向かって、進め、進め」が「大砲に向かって、進め、進め」に変更された。「ア・ポルトゥゲーザ」には異なる種類のメロディーラインが並立して存在していたが、1957年にそれらのメロディーラインが統一された。

## 歌詞
| ポルトガル語歌詞 | 日本語訳 |
| 1番 | 1番 |
| --- | --- |
| Heróis do mar, nobre povo, Nação valente e imortal, Levantai hoje de novo O esplendor de Portugal! Entre as brumas da memória, Ó Pátria, sente-se a voz Dos teus egrégios avós, Que há-de guiar-te à vitória! | 海の英雄、気高き人々 勇敢かつ不死身なる国 今、再び甦れ ポルトガルの栄光よ。 記憶の霧の中で ああ祖国よ、聞け 偉大な祖先らの声を その声はあなたを勝利に導くだろう。                                           |
| コーラス | |
| Às armas, às armas! Sobre a terra, sobre o mar, Às armas, às armas! Pela Pátria lutar! Contra os canhões, marchar, marchar!                                                                                   | 武器を持て、武器を持て。 陸を越え、海を越え 武器を持て、武器を持て。 祖国のため戦おう。 大砲に向かって、進め、進め！                                                                                        |
| 2番 | |
| Desfralda a invicta Bandeira, À luz viva do teu céu! Brade a Europa à terra inteira: Portugal não pereceu Beija o solo teu jucundo O Oceano, a rugir d'amor, E teu braço vencedor Deu mundos novos ao Mundo!  | 不敗の旗を掲げよ 明るく輝く空の下で。 ヨーロッパに、全世界に叫べ ポルトガルは滅びずと あなたの地に口付けを 大海に愛の轟音を轟かせながら そして、あなたの勝利の腕が 古き世界に新しい世界をもたらしたのだと！ |
| コーラス | |
| 3番 | |
| Saudai o Sol que desponta Sobre um ridente porvir; Seja o eco de uma afronta O sinal do ressurgir. Raios dessa aurora forte São como beijos de mãe, Que nos guardam, nos sustêm, Contra as injúrias da sorte. | 日の出に敬礼せよ 喜々たる未来は 屈辱のこだまこそが 復興の兆しとなる この眩しいばかりの夜明けの輝きは 母のキスのようなものだ それは我等を守り、支えとなる 傷つけられし運命の                                 |
| コーラス | |